# Walkin' Down the Line
Walkin' Down the Line è una canzone scritta da Bob Dylan e registrata per la prima volta nel novembre 1962 per la rivista Broadside. Dylan ha registrato nuovamente la canzone nel marzo 1963 per il suo editore musicale Witmark e questa versione è stata pubblicata solo nel 1991 su The Bootleg Series Volumes 1-3 (Rare & Unreleased) 1961-1991.
Il testo racconta i problemi di un vagabondo che cammina lungo i binari della ferrovia.
Walkin’ Down the Line è stata cantata da Arlo Guthrie a Woodstock e la sua interpretazione appare nel cofanetto del Woodstock 25th Anniversary del 1994.

## Cover
- 1963 - Jackie DeShannon nell'album di debutto Jackie DeShannon[1]
- 1964 - Hamilton Camp in Paths of Victory[2]
- 1964 - Glen Campbell nell'album The Astounding 12-String Guitar of Glen Campbell[3]
- 1965 - Odetta in Odetta Sings Dylan[4]
- 1967 - Ricky Nelson in Country Fever
- 1968 - Joan Baez nell'album di cover di Dylan Any Day Now
- 1969 - Glenn Yarbrough in Yarbrough Country
- 1975 - Arlo Guthrie e Pete Seeger nell'album Together in Concert
- 1979 - Guy Carawan, Hannes Wader, Werner Lämmerhirt in Folk Friends